# Reprezentacja Polski w hokeju na lodzie kobiet
Reprezentacja Polski w hokeju na lodzie kobiet – zespół hokeja na lodzie, reprezentujący Rzeczpospolitą Polską, powoływana przez trenera, w której występować mogą wszystkie zawodniczki posiadające obywatelstwo polskie. Za jej funkcjonowanie odpowiedzialny jest Polski Związek Hokeja na Lodzie. W latach 2019–2020 nieoficjalne spotkania kontrolne żeńska kadra narodowa rozgrywała również pod nazwą Silesia Brackens, a od 2020 r. jako Silesian Metropolis Katowice.

## Historia
Reprezentację Polski hokeistek utworzono w 2008 r. Początkowo rozgrywała ona wyłącznie nieoficjalne spotkania kontrolne, a jej pierwszym oficjalnym występem miał być udział w Mistrzostwach Świata V dywizji 2009 (w turniejach prekwalifikacyjnych do Zimowych Igrzysk Olimpijskich 2010 – przeprowadzonych na początku września 2008 r. – Polki nie mogły uczestniczyć, bowiem nie były jeszcze wówczas klasyfikowane w rankingu IIHF). Z powodu wysokich kosztów żadna z krajowych federacji hokejowych nie zdecydowała się jednak na organizowanie turnieju III i IV dywizji, dlatego we wrześniu 2008 r. IIHF odwołała zawody III, IV oraz V dywizji. Tym samym faktyczny debiut polskiej kadry narodowej opóźnił się aż o dwa lata, bowiem w 2010 r. mistrzostw świata nie przeprowadzono z uwagi na turniej olimpijski Zimowych Igrzysk w Vancouver. Debiutancki mecz żeńska reprezentacja Polski rozegrała zatem dopiero 14 marca 2011 w Zimowym Pałacu Sportu w Sofii gromiąc 23:0 Irlandię podczas Mistrzostw Świata V Dywizji 2011, a historyczną, pierwszą bramkę zdobyła Aleksandra Berecka już w 18. sekundzie spotkania. W kolejnych pojedynkach "biało-czerwone" gładko wygrały z Bułgarkami (19:0) i Turczynkami (14:0) oraz 4:5 po dogrywce z Hiszpankami, a wygrywając turniej uzyskały awans do mistrzostw świata wyższej dywizji w 2012 r. Pod koniec 2011 r. Polki po raz pierwszy sklasyfikowane zostały w rankingu IIHF, zajmując 34. miejsce.

## Selekcjonerzy
1. Marek Kozyra (2008 – 30.11.2012)[7]
2. Grzegorz Klich (06.12.2012 – 31.07.2017)[8]
3. Ivan Bednár (01.08.2017 – 31.12.2021)[9][10]
4. Zbigniew Wróbel (01.03.2022 – 31.01.2024)[11]
5. Joe Butkevich (01.02.2024 – 06.04.2024)[12][13]
6. Arkadiusz Sobecki (18.06.2024 – )[14]

## Udział w imprezach międzynarodowych

### Igrzyska olimpijskie
| 1998 | Nie wzięła udziału                                                | Nie wzięła udziału                                                |  |
| 2002 | Nie wzięła udziału                                                | Nie wzięła udziału                                                |  |
| 2006 | Nie wzięła udziału                                                | Nie wzięła udziału                                                |  |
| 2010 | Nie wzięła udziału                                                | Nie wzięła udziału                                                |  |
| 2014 | Nie zakwalifikowała się (odpadła w turnieju przedkwalifikacyjnym) | Nie zakwalifikowała się (odpadła w turnieju przedkwalifikacyjnym) |  |
| 2018 | Nie zakwalifikowała się (odpadła w turnieju II rundy)             | Nie zakwalifikowała się (odpadła w turnieju II rundy)             |  |
| 2022 | Nie zakwalifikowała się (odpadła w turnieju rundy finałowej)      | Nie zakwalifikowała się (odpadła w turnieju rundy finałowej)      |  |
| 2026 | Nie zakwalifikowała się (odpadła w turnieju rundy finałowej)      | Nie zakwalifikowała się (odpadła w turnieju rundy finałowej)      |  |

### Mistrzostwa świata
- 1990–2009 – nie wzięła udziału
- 2011 – 30. miejsce / 33. miejsce[b] (1. miejsce w Dywizji V)
- 2012 – 27. miejsce (1. miejsce w Dywizji IIB)
- 2013 – 25. miejsce (5. miejsce w Dywizji IIA)
- 2014 – 24. miejsce (4. miejsce w Dywizji IIA)
- 2015 – 24. miejsce (4. miejsce w Dywizji IIA)
- 2016 – 21. miejsce (1. miejsce w Dywizji IIA)
- 2017 – 20. miejsce (6. miejsce w Dywizji IB)
- 2018 – 21. miejsce (6. miejsce w Dywizji IB)
- 2019 – 19. miejsce (3. miejsce w Dywizji IB)
- 2020 – odwołane z powodu pandemii COVID-19
- 2021 – odwołane z powodu pandemii COVID-19
- 2022 – 17. miejsce (2. miejsce w Dywizji IB)
- 2023 – 18. miejsce (2. miejsce w Dywizji IB)
- 2024 – 22. miejsce (6. miejsce w Dywizji IB)
- 2025 – 24. miejsce (2. miejsce w Dywizji IIA)